# Joana Fartaria
Joana Filipa Silva Fartaria mais conhecida por Joana Fartaria (Torres Novas, 1978) é uma actriz, e encenadora, portuguesa.

## Biografia
Joana Fartaria nasceu na cidade de Torres Novas, em 1978, e fez a sua formação em arte dramática na Escola Superior de Teatro e Cinema, entre 1997 e 2000.

## Trabalhos

### Teatro
- 2002 - O Mercador de Veneza, de William Shakespeare, com encenação de Joaquim Benite.
- 2002 - Os Directores, de Daniel Besse (texto vencedor do Prémio Molière 2000), com encenação de Joaquim Benite.
- 2002 - Restos, apresentado no Festival Internacional de Artes de Rua FIAR, em Palmela, com texto e encenação de Carlos Alberto Machado.
- 2003 - As Três Irmãs, de Anton Pavlovitch Tchékhov, com encenação de Rogério de Carvalho.
- 2003 - Pancomédia, de Botho Strauss, com encenação de João Lourenço. Nomeado para a categoria de Melhor Espectáculo 2003, nos Globos de Ouro da SIC, e Prémio de Melhor versão e tradução pelos prémios da crítica, APCT.
- 2003 - Circo, com texto e encenação de Carlos J. Pessoa
- 2004 - A Forma das Coisas, de Neil LaBute, com encenação de João Lourenço.
- 2004 - Violeta, puta de guerra, com texto de Fernando Sousa e encenação de Mário Trigo.
- 2005 – Poder, de Nick Dear, como Henriqueta de Inglaterra, com encenação de Joaquim Benite.
- 2005 – Othello, de William Shakespeare, como Desdémona, com encenação de Joaquim Benite. Nomeado para a categoria de Melhor Espectáculo 2005, nos para Othello, nos Globos de Ouro da SIC O Diário de Notícias considerou "um dos acontecimentos do ano".
- 2005 - O Casamento da Condessa, de Júlio Dinis, com encenação de Vitor Gonçalves.
- 2006 - O Colar de Helena, de Carole Fréchette, com encenação de Vitor Gonçalves.
- 2008 - colabora com a Companhia de teatro Gungu, Maputo, Moçambique.

### Encenação
- 2001 - Os Nomes que Faltam, de Carlos Alberto Machado.
- 2002 - O Barão Medusa, co-encenação, com Fernando Jorge, e texto de Erik Satie.
- 2003 - Hamlet e Ofélia, de Carlos Alberto Machado.

### Filmografia
- 2001 - Um homem não é um gato, telefilme com argumento de António Costa Santos e realizado por Marie Brand, para o projecto SIC filmes.
- 2003 - Anita na praia, (curta-metragem)realizada por Anabela Teixeira. Participação no Festival de cinema Fantasporto, no sector Panorama, do cinema Português.
- 2005 - Quem nos deixa (curta-metragem) realizada por Ana Reis.
- 2009 - Quero ser uma estrela, longa-metragem com argumento e realização de Zé Carlos de Oliveira.

### Prémios e nomeações
- Globos de Ouro da SIC - nomeada para a categoria de Melhor Actriz de Teatro, do ano de 2002, ao lado de Eunice Muñoz, Maria do Céu Guerra e Irene Cruz.